# Athanasios Tsourakis
Athanasios Tsourakis (griechisch Αθανάσιος Τσουράκης; * 12. Mai 1990 in Alexandroupoli) ist ein griechischer Fußballspieler. Der Mittelfeldspieler verbrachte den Großteil seiner bisherigen Laufbahn in Deutschland.

## Karriere
In seiner Jugend spielte Tsourakis für den TSV Weilheim, den VfB Stuttgart und den MSV Duisburg. Von 2009 bis 2011 war er für die zweite Mannschaft des MSV Duisburg aktiv. Am Saisonbeginn 2011/12 spielte er für zwei Monate in der Oberliga Nordost für den SC Borea Dresden. Dann wechselte er zu TuRU Düsseldorf in die Niederrheinliga. Im Sommer 2012 kehrte er zum MSV Duisburg II zurück. Ab Sommer 2013 stand Tsourakis in der Profimannschaft des MSV. Nachdem sein Vertrag in Duisburg nicht verlängert worden war, wechselte er zum AO Platanias nach Griechenland. Für den Erstligisten machte er in zwei Jahren 37 Spiele in der Super League.
Aufgrund der Schwangerschaft seiner in Duisburg lebenden Freundin kehrte Tsourakis in der Winterpause 2016/17 nach Deutschland zurück und schloss sich dem ETB Schwarz-Weiß Essen an. Dieser befand sich zu der Zeit im Abstiegskampf in der fünftklassigen Oberliga Niederrhein und konnte die Saison 16/17 letztlich mit dem Klassenerhalt beenden. Nach drei weiteren Oberliga-Spielzeiten als Stammspieler bei Schwarz-Weiß Essen wechselte Athanasios Tsourakis Mitte 2020 zum Landesligisten VfB Speldorf.